# Elektrokardiogram
Elektrokardiogram (EKG) je grafički i/ili elektronski prikaz rezultata elektrokardiografije – procesa snimanja električne aktivnosti srca tokom perioda u kojem su prikopčane elektrode na određena mesta kože. One otkrivaju sitne električne promene na koži koje nastaju iz srčanomišićnih elektrofizioloških obrasca depolarizacije u svakom srčanom ciklusu. To je test koji se u kardiologiji vrlo često obavlja.
U konvencionalnom 12-kanalnom EKG-u, postavlja se 10 elektroda – na ekstremitetima pacijenta i na površini grudnog koša. Ukupne veličine električnog potencijala srca se zatim mere iz 12 različitih uglova („vodova”), a snima se u određenom vremenskom periodu (obično 10 sekundi). Na taj način, ukupna veličina i smer električne depolarizacije srca uhvaćeni su u svakom trenutku tokom srčanog ciklusa. Grafikon napona u odnosu na vreme koje proizvodi ovaj neinvazivni medicinski postupak naziva se elektrokardiogram.
Tokom svakog otkucaja, zdravo srce ima urednu progresiju depolarizacije koja počinje u pejsmejker ćelijama u sinoatrijskom čvoru. Zatim se širi se kroz pretkomoru, prolazi kroz AV čvor dole u Hisov snop i u Purkinjeova vlakna, pa se rasprostire i na levu stranu širom komora. Ovaj redovni obrazac depolarizacije dovodi do karakterističnog EKG traga. Za obučene kliničare, EKG daje veliku količinu informacija o strukturi srca i funkciji provođenja u njegovom električnom sistemu. Između ostalog, EKG može se koristiti za merenje stope i ritma otkucaja srca, veličine i položaja srčanih komora, prisustvo oštećenja mišićnih ćelija srca ili sistema provođenja, efekta srčanih lekova i funkcije ugrađenih pejsmejkera.

## Istorija
Etimologija naziva je izvedena iz grčkih reči elektro, jer je vezan za električnu aktivnost + καρδία - kardía = srce + γράμμα - grámma = opis.
Aleksander Mjurhed je u bolnici sv. Bartolomeja 1872. godine izvestio da se u prikačenoj žici na zglob grozničavog pacijenta dobije zapis otkucaja pacijentovog srca. Još jedan rani pionir u ovoj oblasti bio je Ogust Desire Voler, u Sv. Meri bolnici, London. Njegova elektrokardiografska mašina sastojala se od Lipmanovog kapilarnog elektrometra pričvršćenog na projektor. Trag aktivnosti srca je projektovan na fotografsku ploču koja je i sama bila fiksirana na igračku vlaka. To je omogućilo da se otkucaji srca evidentiraju u realnom vremenu.
Početni pravi proboj u ovo područje došao je kada je Vilem Ejnthoven, koji je radio u Lajdenu, Holandija, koristio strunasti galvanometar (prvi praktični elektrokardiograf), koji je izmislio 1901. godine. Ovaj uređaj bio je mnogo osetljiviji od Volerovog kapilarnog elektrometra i strunastog galvanometra koji je odvojeno izumeo francuski inženjer Klement Ader, u 1897. Ejnthoven je ranije, 1895, dodijelio slova P, Q, R, S, i T za talase, a teorijski talasni oblik je stvorio pomoću jednačine koja ispravlja stvarni oblik talasa koji je dobijen pomoću kapilarnog elektrometra, da se nadoknadi nepreciznost tog instrumenta. Korištena slova se razlikuju od A, B, C i D (koja se upotrebljavaju za talasni oblik kapilarnog elektrometra), što je olakšanje u odnosu na odstupanja nekorigovanih linija na istom grafikonu. Ejnthoven je verojatno odabrao početno slovo P, sledeći primer koji je postavio Dekart i geometriji. Kada su dobijeni precizniji talasi na strunastom galvanometru, koji su odgovarali oblicima korigovanih kapilarnih talasa, nastavio je upotrebu slova P, Q, R, S, i T, koja su i danas u upotrebi. Ejnthoven je takođe opisao elektrokardiografske karakteristike brojnih kardiovaskularnih bolesti. Za ovo otkriće, 1924. godine, dobio je Nobelovu nagradu za medicinu.
Godine 1937. Taro Takemi je izumeo prvi prenosni EKG uređaj. Iako su osnovni principi tog doba još uvijek u primeni i danas, tokom godina, napravljena su mnoga unapređenja u elektrokardiografiji. Instrumentacija je evoluirala od neprikladnih laboratorijskih aparata do kompaktnih elektronskih sistema koji često uključuju kompjuterizirano tumačenje elektrokardiograma.

## Medicinska upotreba
Sveukupni cilj obavljanja elektrokardiografije je pribavljane informacija o strukturi i funkciji srca. Medicinske koristi od ovih informacija su različite i uglavnom se odnose na potrebu ovladavanja znanjem o strukturi i/ili funkciji. Neke indikacije za propisivanje elektrokardiografije uključuju:
- Sumnja na infarkt miokarda (srčani udar);
- Sumnja na plućnu emboliju;
- Treći srčani ton, četvrti srčani ton, srčano šuštanje;[18] ili drugi nalazi koji ukazuju na strukturne bolesti srca;
- Percepcija srčane aritmije;[18]
- Nesvestica ili kolaps;[18]
- Oduzetosti;[18]
- Praćenje efekata lekova za srce (npr. lekom izazvani QT interval);
- Procena ozbiljnosti abnormalnosti elektrolita, kao što je kod hiperkalemije;
- Snimanje (tzv. skrining) hipertrofične kardiomiopatije i adolescenata, kao deo kontrole u sportovima za pojavu iznenadne srčane smrti (koja varira po zemljama);
- Perioperativno posmatranje, u koje je uključen bilo koji oblik anestezije (npr. praćenje posledica anestezije, (opšta anestezija), obično i intraoperativno i postoperativno;
- Kao deo preoperativne procene, neko vreme pre hirurškog zahvata (posebno za one sa poznatim kardiovaskularnim bolestima ili koji se podvrgavaju invazivnim srčanim, vaskularnim ili plućnim procedurama ili koji će primiti opštu anesteziju);
- Kardiostresni test;
- Kompjuterizovana tomografska angiografija (CTA) i Magnetna rezonancna angiografija (MRA) srca (EKG se koristi kao „vrata” skeniranja tako da anatomski položaj srca bude stabilan);
- Biotelemetrija pacijenata za bilo koji od gore navedenih razloga.

U SAD, postoji Operativna grupa za preventivne usluge koja ne preporučuje rutinski skrining za postupke EKG kod pacijenata bez simptoma i onih sa niskim rizikom za koronarnu bolest srca. To je zato što EKG može lažno ukazati na postojanje problema, što je dovelo do pogrešne dijagnoze, preporuke invazivnih postupaka ili preteranog lečenja. Međutim, osobe zaposlene u ključnim zanimanjima, kao što su piloti zračnih snaga, mogu tražiti da snimaju EKG kao deo svoje rutinske zdravstvene evaluacije.
Kontinuirano praćenje EKG se koristi za praćenje kritično bolesnih pacijenata, pacijenata koji su podvrgnuti generalnoj anesteziji i onih koji imaju česte pojave srčane aritmije, što bi bilo teško da se vidi na konvencionalnim deset-kanalnim EKG uređajima. 12-kanalni EKG obično obavlja specijalizovani tehničari koji mogu biti certificirani elektrokardiogramski tehničari. Tumačenje EKG-a je sastavni deo mnogih zdravstvenih polja (medicinske sestre i lekari i kardiohirurzi, što je najčešće) ali i svako ko je obučen za interpretaciju EKG-a je slobodan da to učini. Međutim, „službene” interpretacije vrši kardiolog. U određenim oblastima, kao što je anestezija koristi se kontinuirano praćenje i poznavanje tumačenja EKG je od ključnog značaja za taj posao. Dodatni oblik EKG-a se koristi u kliničkoj elektrofiziologiji srca u kojoj se za merenje električne aktivnosti koristi kateter. Kateter se umeće kroz femoralnu venu i može imati nekoliko elektroda, po dužini za snimanje smera električne aktivnosti unutar srca.

## Fiziološka osnova EKG-a
Struja je poznata iz svakodnevnog života. To je električna struja, elektroni koji se kreću kroz provodnik. U ljudskom srcu takođe teku struje, ali jonske struje. Joni su naelektrisane čestice. Postoje pozitivni i negativni joni. Njihovo kretanje stvara elektromagnetno polje i indukuje struje koje se registruju na površini tela, na koži.
Srcem prolazi srčani impuls koji se širi u tkiva oko srca. Mali deo tih struja dolazi do kože, gde izaziva razlike potencijale, koje beleže elektrode postavljene na kožu. Ekg snima 12 odvoda koji predstavljaju razliku električnih potencijala između elektroda postavljenih na telo. Odvode možemo podeliti u dve grupe: periferne odvode (I, II, III, AVR, AVL, AVF) i perkordijalne odvode (V1, V2, V3, V4, V5, V6).
Standardne odvode (I, II, III) koristio je Ajntoven i to su najstariji odvodi. Svaki od njih meri razlike potencijala između dve odgovarajuće tačke na telu. Odvod I ili D1 meri potencijale između leve i desne ruke, II (D2) meri između desne ruke i leve noge, a odvod III (D3) između leve ruke i leve noge. Sva tri odvoda formiraju jednakostranični trougao (trougao sa tri jednaka ugla (po šezdeset stepeni) i tri jednake stranice).
{\displaystyle I=II+III}
Ova jednačina je poznata kao Ajntovenov zakon.
EKG je u stvari precizan Galvanometar koji meri potencijale sa površine tela. Ti potencijali potiču od ćelija u srcu. U srcu postoje ćelije koje stvaraju impulse i sprovode ih (sinusni čvor, AV čvor, Hisov snop) i ćelije koje se kontrahuju (kardiomiociti). Kod zdravog srca, vodič srčanog ritma je sinusni čvor, ćelije sinusnog čvora poznate kao P ćelije, imaju sposobnost spontane dijastolne depolarizacije i tako izazivaju depolarizaciju susednih ćelija koja se širi kroz miokard. Frekvencija sinusnog čvora je najveća u srcu i ćelije sinusnog čvora nameću svoju frekvenciju ostalim ćelijama.
EKG je aparat koji može da snimi samo potencijale koji potiču od kardiomiocita, mišićnih ćelija u srcu. U stvari snimaju se potencijali koji nastaju između nedepolarizovanog i već depolarizovanog dela srčanog mišića. Klasičnom elektrokardiografijom nije moguće snimiti potencijale koji potiču od struktura koje stvaraju električne impulse (SA čvor, AV čvor, Hisov snop, Purkinjeova vlakna). Depolarizacija se često prilikom analize prikazuje vektorom koji ima pravac, smer i intenzitet u prostoru. Kako je srce složen organ (po obliku) veoma je teško da se prati tačan tok depolarizacije u prostoru (to je nemoguće i iz tehničkih razloga). Vektor je u stvari vrlo zgodan da opiše pravac, smer i intenzitet mnogo stvari (npr. brzina u fizici) i nije vezan isključivo samo za depolarizaciju srčanog mišića.

## Normalni EKG
EKG zdrave osobe sastoji se od P-talasa, QRS-kompleksa (kompleks se sastoji od Q-, R- i S-talasa) i T-talasa.
U suštini postoje talasi i zupci. Talasi su P talas i T talas. Oni mogu biti pozitivni, negativni i bifazični.
Zupci su Q zubac koji može biti samo negativan (ne postoji pozitivno Q), R zubac koji je samo pozitivan (ne postoji negativno R) i S zubac koji je samo negativan (ne postoji pozitivno S). Tip zupca se određuje na osnovu R zupca (koji je uvek pozitivan). Ako je negativni zubac pre pozitivnog R to je Q. Ako se negativni zubac nalazi posle R onda je to S zubac. Inače u normalnom QRS kompleksu ne postoji više od jednog pozitivnog zupca (R zupca). Drugi R zupci ukoliko postoje (to su uglavnom patološka stanja) označavaju se sa R' (prim). Ukoliko postoji samo jedan negativan zubac, a nema pozitivnog R zupca, ne zna se da li je to S i Q zubac, pa se nazivan QS zupcem ili kompleksom.